# Magí Català i Guasch
Fra Magí Català i Guasch (Montblanc, 1761 - Santa Clara, Califòrnia, 1830) fou un missioner català a la costa del Pacífic dels Estats Units i el Canadà. Ha estat proclamat servent de Déu per l'Església catòlica.

## Biografia
Va néixer el 30 de gener de 1761, junt amb un altre germà bessó, a la vila de Montblanc. Era fill dels esposos Macià Català i Roig i Francesca Guasch i Burgueras. Amb setze anys, els dos germans bessons van ingressar a l'orde franciscà a Barcelona, en la branca observant. Va estudiar filosofia, teologia i moral a Girona i fou investit sacerdot el 1785.
Poc després anà a Cadis on embarcà cap a Amèrica amb el pare Josep de la Creu Espi. Arribats a Mèxic, Fra Magí ingressa al Col·legi Missioner de San Fernando. Va passar-hi uns anys fins que va ser destinat a les missions de la costa oest dels actuals països dels Estats Units i el Canadà, per acompanyar els viatgers de la ruta de la badia de Nootka, actuant com a capellà de la fragata Aranzazu.
El 1794 és enviat a Monterrey, i, poc temps després, l'enviarien a la Missió de Santa Clara, a la costa del Pacífic. Gairebé mai més va sortir de Santa Clara i la seva obra evangelitzadora i humanitària va ser extraordinària entre els indis americans. Va morir el dia 22 de novembre de 1830 i va ser enterrat a la catedral de San Francisco.

## Veneració
L'any 1884 l'arquebisbe de San Francisco, el dominicà català Josep Sadoc Alemany i Conill, va instruir el procés canònic de beatificació de Fra Magí, en el qual varen declarar 62 testimonis. L'any 1908, la Cúria Vaticana ordenà la instrucció del procés de "non cultu", així com la col·lecció d'escrits del missioner català.

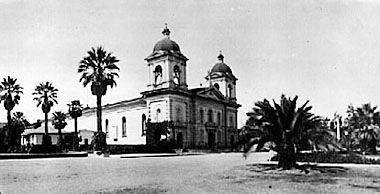
La missió de Santa Clara abans de l'incendi de 1925 que la destruí (foto de William A. Haines, 1910)

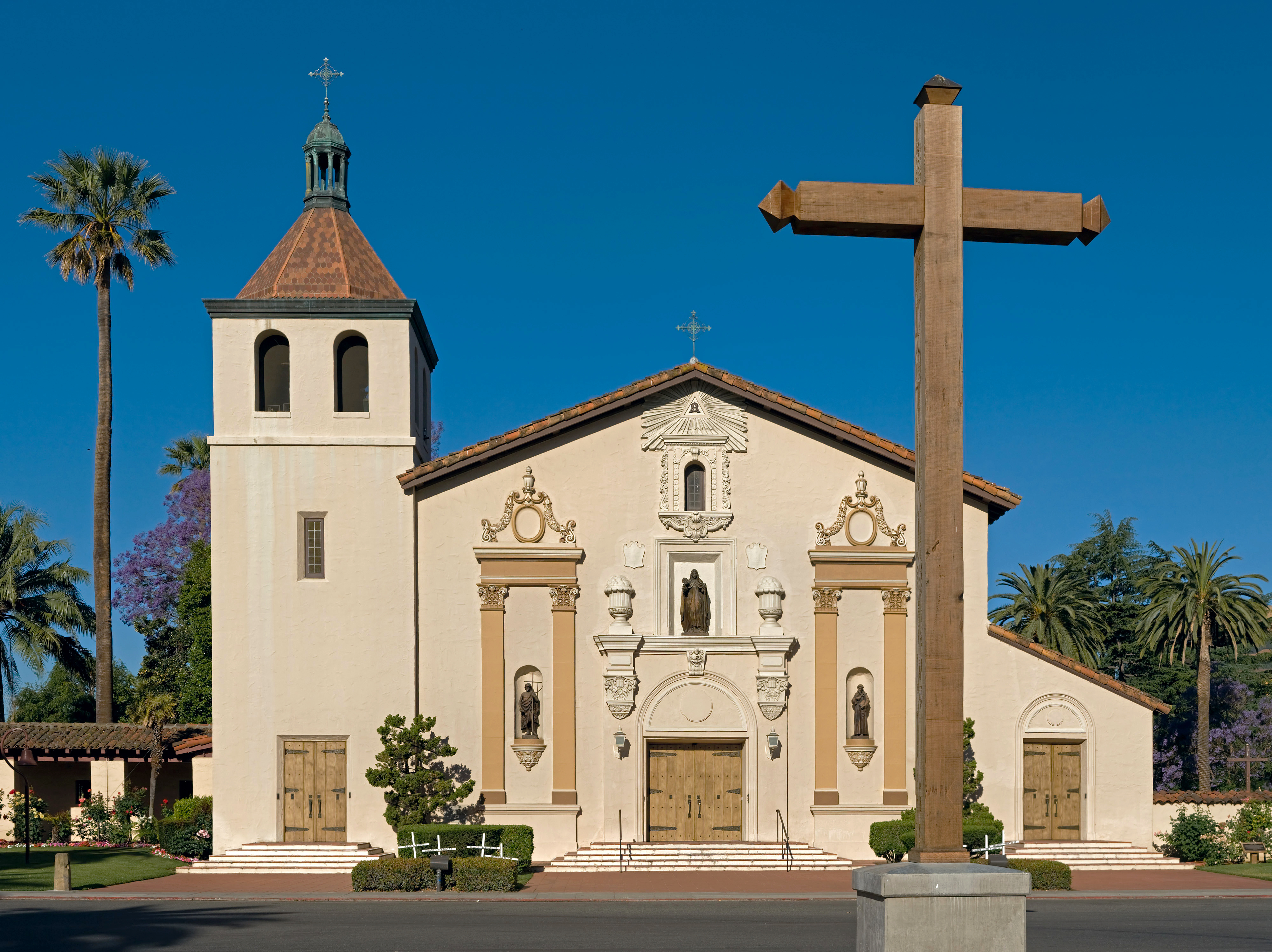
Missió de Santa Clara en l'actualitat.

La seva memòria es manté a Montblanc, on hi ha un carrer dedicat al seu nom, i a la casa d'aquest carrer on va néixer el missioner hi ha una placa de marbre commemorativa.
A les costes de Vancouver, hi ha una petita illa que s'anomena Catala Island en honor seu (49° 50′ Nord, 127° 3′ Oest). També hi ha un estret entre illes conegut com a Catala Passage (52º 16" Nord, 128° 43′ Oest) a la Colúmbia Britànica, Canadà.